# Dietrich von Müller
Pour les articles homonymes, voir Müller.
Le titre de cet article contient le caractère ü. Quand celui-ci n'est pas disponible ou n'est pas désiré, le nom de l'article peut être représenté comme Dietrich von Mueller .
Dietrich von Müller (16 septembre 1891 à Malchow — 3 janvier 1961 à Hambourg) est un Generalleutnant allemand qui a servi au sein de la Heer (armée de Terre) dans la Wehrmacht pendant la Seconde Guerre mondiale.
Il a été décoré de la croix de chevalier de la croix de fer avec feuilles de chêne et glaives. La croix de chevalier de la croix de fer et ses grades supérieurs - les feuilles de chêne et glaives - sont attribués pour récompenser un acte d'une extrême bravoure sur le champ de bataille ou un commandement militaire avec succès.

## Biographie
En 1910, Müller s'engage comme volontaire d'un an dans le 3e bataillon de chasseurs à pied (de) à Lübben. Lorsque la Première Guerre mondiale éclate, il est à nouveau mobilisé dans son bataillon en tant qu'enseigne de réserve.
Dietrich von Müller est capturé par les partisans tchèques le 19 avril 1945, puis devient prisonnier de guerre et passe 10 ans de captivité soviétique. Il est libéré pendant l'hiver 1955.

## Promotions
| Einjähriger-Freiwilliger | 1er octobre 1910 |
| Leutnant                 | 6 juin 1913      |
| Oberleutnant             |                  |
| Hauptmann                | 1er janvier 1934 |
| Major                    |                  |
| Oberstleutnant           | 1er avril 1941   |
| Oberst                   | 1er avril 1942   |
| Generalmajor             | 9 novembre 1944  |
| Generalleutnant          | 20 avril 1945    |

## Décorations
- Croix de fer (1914)
  - 2e classe (2 octobre 1914)
  - 1re classe (19 août 1916)
- Croix d'honneur pour combattants 1914-1918
- Agrafe de la croix de fer (1939)
  - 2e classe (19 septembre 1939)
  - 1re Classe (31 octobre 1939)
- Insigne d'assaut des blindés en Argent
- Insigne des blessés
  - en noir
- Médaille du Front de l'Est
- Croix allemande en or le 21 février 1942 en tant que Oberstleutnant et commandant du Schützen-Regiment 5
- Croix de chevalier de la croix de fer avec feuilles de chêne et glaives
  - Croix de chevalier le 3 mai 1942 en tant que Oberstleutnant et commandant du Schützen-Regiment 5[1]
  - 272e feuilles de chêne le 16 août 1943 en tant que Oberst et commandant du Panzergrenadier-Regiment 5[1]
  - 134e glaives le 20 février 1945 en tant que Generalmajor et commandant de la 16. Panzer-Division[1]
- Mentionné dans le bulletin radiophonique des Armées: le Wehrmachtbericht